# Колонизаторы. Города и рыцари (настольная игра)
Колонизаторы. Города и рыцари (нем. Die Siedler von Catan — Städte & Ritter, англ. Catan — Cities & Knights Expansion) — второе дополнение к настольной игре Колонизаторы, созданное Клаусом Тойбером в 1998 году. Данное дополнение значительно изменило геймплей оригинальной игры и делает его более глубоким. Благодаря расширению правил, которых стало в два раза больше, сложность игры возросла и стала ещё более интересна, как для взрослой части аудитории, получившей возможность делать сложные тактические манёвры при помощи рыцарей, так и для младшей, которые найдут в дополнении более обширные возможности за счёт новой колоды карт развития и карточек застройки городов.Требует наличия оригинальных «Колонизаторов». Полностью совместимо с дополнением Мореходы. По причине ввода новых фигур — с дополнением «Купцы и варвары» совместимо лишь в некоторых сценариях.

## Сюжет игры
Дополнение привносит в игру новую опасность — флот варваров стремится разграбить Катан. Игрокам необходимо строить защитные сооружения и нанимать рыцарей, чтобы сообща отбить нашествие. Но кроме вражеского флота, грабящего города и поселения, есть и другие заботы на острове — нужно опередить своих соседей в застройке городов. Каждый игрок должен показать не только свою силу, но и стратегические навыки, для того чтобы первым построить все три столицы Катана — торговую, политическую и учёную. Каждая из них приносит большую выгоду своему обладателю. И не забывайте — города это теперь центр цивилизации! Только они содержат фактории, производящие из сырья товары, столь необходимые для развития столиц.
Изменения коснулись и армии. Теперь не надо гадать, найдётся ли рыцарь вам на помощь — всё в ваших руках. Вы вольны сами строить своё войско и направлять его за боевой славой, если у вас, конечно, хватает ресурсов для его содержания. Оно поможет как в изгнании разбойников, так и в диверсионных делах: что может быть лучше, чем прервать дорогу противника своим рыцарем?
Старая колода карт развития больше не нужна. Отложите её до лучших времён и возьмите новую. Вас ожидает огромное количество возможностей с новыми картами, ещё более сильными и разносторонними. Всегда хотели отобрать у союзника прибыльный номерной жетон с его пашни? Пожалуйста! Хотели призвать всю свою армию бесплатно? С новыми картами развития у вас есть такая возможность.
Основные отличительные черты дополнения:
- Игра ведётся до 13 очков.
- Оригинальная колода карт развития заменяется на новую.
- В игру вводится кубик с символами, а один из старых кубиков заменяется на красный (при этом бросаются все три кубика за ход).
- Фигура флота пиратов и дополнительное мини-поле для её продвижения.
- Фигура торговца, дающая значительное преимущество рядом стоящим поселениям или городам.
- Строительство значительно изменилось и расширилось. Теперь в начале игры игрок строит одно поселение и один город, вместо двух поселений. Появилась возможность строить городские строения.
- Добавляются три набора карт товаров — бумага, ткань и монеты, необходимые для развития городов и покупки новых карт развития.
- Возможность развивать города.
- Введение в игру фигур рыцарей трёх уровней силы — простые, славные и великие.

## Комплект для игры

### Базовый комплект
Дополнение не включает в себя всё необходимое для игры. До начала партии необходимо собрать определённое количество элементов из оригинальной игры и всех задействованных дополнений. Ниже привёден список минимально необходимых элементов для игры.
| Игровой элемент             | На четыре игрока                    | На четыре игрока                    | На шесть игроков                    | На шесть игроков                    |
| --------------------------- | ----------------------------------- | ----------------------------------- | ----------------------------------- | ----------------------------------- |
| Игровой элемент             | Базовая игра                        | Дополнение «Мореходы»               | Базовая игра                        | Дополнение «Мореходы»               |
| Игровые карты               |                                     |                                     |                                     |                                     |
| Карты сырья                 | 19                                  | 19                                  | 24                                  | 24                                  |
| Карта «Самый длинный тракт» | 1                                   | 1                                   | 1                                   | 1                                   |
| Игровые фигуры              |                                     |                                     |                                     |                                     |
| Дороги                      | 4 × 15                              | 4 × 15                              | 6 × 15                              | 6 × 15                              |
| Поселения                   | 4 × 5                               | 4 × 5                               | 6 × 5                               | 6 × 5                               |
| Города                      | 4 × 4                               | 4 × 4                               | 6 × 4                               | 6 × 4                               |
| Корабли                     | -                                   | 4 × 15                              | -                                   | 6 × 15                              |
| Разбойник/пират             | В зависимости от сценария и желания | В зависимости от сценария и желания | В зависимости от сценария и желания | В зависимости от сценария и желания |
| Белый цифровой кубик        | 1                                   | 1                                   | 1                                   | 1                                   |
| Игровые гексы               |                                     |                                     |                                     |                                     |
| Лес                         | 4                                   | 5                                   | 6                                   | 6                                   |
| Пастбища                    | 4                                   | 5                                   | 6                                   | 6                                   |
| Пашни                       | 4                                   | 5                                   | 6                                   | 6                                   |
| Холмы                       | 3                                   | 5                                   | 5                                   | 5                                   |
| Горы                        | 3                                   | 5                                   | 5                                   | 5                                   |
| Пустыня                     | 1                                   | 2                                   | 3                                   | 3                                   |
| Вода                        | -                                   | 19                                  | -                                   | 26                                  |
| Игровые жетоны              |                                     |                                     |                                     |                                     |
| Жетоны гавани               | -                                   | 10                                  | -                                   | 11                                  |
| Номерные жетоны             | 18/18                               | 21-25/42                            | 28/28                               | 25-28/56                            |

### Комплектация игры
| Описание                         | Количество                   | Количество              |
| -------------------------------- | ---------------------------- | ----------------------- |
| Описание                         | Базовый комплект на 4 игрока | Расширение до 6 игроков |
| Игровые карты                    |                              |                         |
| План развития городов            | 4                            | 2                       |
| Жетоны построек                  | 4 × 15                       | 2 × 15                  |
| Карты цен строительства          | 4                            | 2                       |
| Карты товаров                    | 3 × 12                       | 3 × 6                   |
| Карты развития                   | 3 × 18                       | 0                       |
| Карты победных очков             | 6                            | 2                       |
| Игровые фигуры                   |                              |                         |
| Рыцари                           | 4 × 6                        | 2 × 6                   |
| Шлемы для рыцарей                | 4 × 6                        | 2 × 6                   |
| Городские стены                  | 4 × 3                        | 2 × 3                   |
| Насадки столиц                   | 4 × 3                        | 2 × 3                   |
| Прочие игровые фигуры            |                              |                         |
| Торговец                         | 1                            | 1                       |
| Флот варваров                    | 1                            | 1                       |
| Красный числовой кубик           | 1                            | 1                       |
| Кубик с символами                | 1                            | 1                       |
| Дополнительно                    |                              |                         |
| Карта приближения флота варваров | 1                            | 1                       |
| Правила игры                     | 1                            | 1                       |

## Игровое поле
После подготовки игрового поля (по старым правилам) рядом с ним следует положить мини-поле, отображающее продвижение варварского флота. Фигура чёрного корабля, обозначающая варварский флот, ставится на позицию «на горизонте» на данном мини-поле. Новая фигура, фигура торговца, ставится вне поля. В зависимости от сценария игры фигура пирата и разбойника также размещается либо вне поля, либо на свободный гекс воды/пустоши.